# Komoly Ottó
Komoly Ottó, 1931-ig Kohn Ottó; אוטו קומוי (Budapest, 1892. március 26. – Budapest, 1945. január 1.) magyar cionista politikus, mérnök. A magyarországi holokauszt idején kiemelkedő szerepe volt a budapesti gettó ellátásának megszervezésében és több ezer üldözött személy, többségében szüleiktől megfosztott zsidó gyermek életének megmentésében.

## Élete
Apja, Kohn Dávid (1863–1930) a szerveződő magyarországi cionista mozgalom egyik jelentős alakja volt, részt vett az 1897-ben Bázelben megrendezett első cionista kongresszuson. 1906-ban Dömény Lajossal együtt alapította a Vívó és Atlétikai Club (VAC) nevű zsidó sportegyesületet.
Komoly Ottó érettségi után a Budapesti Műszaki Egyetemen tanult, amikor 1914-ben bevonult katonának. Részt vett az olaszországi hadszíntéren folyó harcokban, közben századossá léptették elő. 1916-ban megsebesült, ezután tartalékos állományba helyezték és kitüntették (Signum Laudis 2. fokozat). Tervezőirodát nyitott Budapesten, családi házakat tervezett. Egyik jelentős munkája az Átrium-bérház (Budapest II. Margit krt. 55.), amelynek egyik statikus tervezője volt. 1933-ban jelent meg Hogyan készül az én házam című tanulmánya.
Elsőként fordított magyarra Herzl Tivadar-könyvet, 1916-ban (Ősi föld – új hon; Altneuland).
1919-ben Budapesten, még Kohn Ottó néven jelent meg első könyve, A zsidó nép jövője, melyben a diaszpórában élő zsidóság helyzetét elemezte és kivezető útnak az Izrael földjén való összeköltözést jelölte meg. 1940-ben a Magyar Cionista Szövetség elnökhelyettesévé, a következő évben pedig elnökévé választották. 1942-ben Kolozsváron jelent meg második könyve, a Cionista életszemlélet.
Az 1940-es években építészmérnökként dolgozott, de a zsidótörvények miatt munkáit keresztény vállalkozók neve alatt végezte. Több megrendelést kapott háztulajdonosoktól földalatti bunkerek tervezésére.
1943 elején az akkor alakult budapesti Segélyező és Mentőbizottság elnöke is lett. Ebben a minőségében fontos szerepet játszott a náci üldözés elől Magyarországra menekült cseh, szlovák és lengyel zsidók ellátásában, menekítésében, majd a budapesti zsidó közösség segítésében. Igaz, hogy „mind a Cionista Szövetségben, mind a Mentőbizottságban Kasztner Rezső háttérbe szorította őt.” (Kasztner Rezső forma szerint helyettese, illetve ügyvezető volt.)

## 1944. március 19. után
A zsidóellenes törvények hatálya nem terjedt ki a háborús kitüntetéssel rendelkező zsidókra, így az ország német megszállása után bevezetett kényszerintézkedések rá nem vonatkoztak, sárga csillagot sem kellett viselnie. Mozgásszabadságát kihasználva és Kasztnerrel együttműködve teljesen átadta magát a zsidóság megsegítésének. Részt vett a semleges Svájcba indítandó úgynevezett „Kasztner-vonat” utaslistájának összeállításában (lánya is ezzel a vonattal hagyta el az országot). Míg Kasztner elsősorban a németekkel egyezkedett, Komoly Ottó a „magyar vonalon” dolgozott.
Állandó kapcsolatban állt több közéleti vezető személyiséggel. A deportálások leállítása (1944. július 7.) után tárgyalt zsidóellenes felelős beosztásban lévő tisztségviselőkkel, köztük Ferenczy Lászlóval is. „Július-augusztusban Komoly minden erejével igyekezett megakadályozni, hogy a budapesti zsidókat a német követeléseknek megfelelően a fővároson kívül eső táborokba gyűjtsék, ahogy azt a magyar csendőrség is kívánatosnak tartotta”, mert joggal tartott attól, hogy így könnyen deportálhatnák őket. Ez a terv végül nem valósult meg.
1944 szeptember elején, amikorra Komoly Ottó már a központi zsidó tanácsnak is tagja lett, a Nemzetközi Vöröskereszt magyarországi megbízottja, Friedrich Born kinevezte a gyermekek védelmére létesített A-szekció vezetőjének. (Az azonos céllal alakított B-szekciót Sztehlo Gábor evangélikus lelkész vezette). Budapesten több gyermekotthont alakítottak ki, tartottak fenn, láttak el élelemmel, melyek a Vöröskereszt védelme alatt álltak. A védelem a zsidó személyzetre is kiterjedt.

## A nyilas hatalomátvétel után
A nyilas korszak idején előfordult, hogy az A-szekció egyszerre 35 épületre, több mint 5000 gyermekre és 550 alkalmazottra felügyelt. Számos ideiglenes zsidó „kórház” (inkább csak kórháznak nevezett orvosi segélyhely) is hozzájuk tartozott, a budapesti gettó ellátásában is nagyon fontos szerepük volt. Közben nagy mennyiségben állítottak ki Vöröskereszt-igazolványokat és védleveleket, melyek részleges mentességet biztosítottak a budapesti zsidó lakosok munkára vezénylésével, deportálásával szemben.
„Amikor a szovjet csapatok bekerítették Budapestet, a zsidó vezetők többsége elrejtőzött. December 28-án Komoly beköltözött a Ritz Szállóba, ahol a Nemzetközi Vöröskereszt megbízottja, Hans Weyermann lakott, hogy állandó összeköttetésben maradhasson vele… 1945. január 1-jén három nyilas a Városház utcai nyilas házba hurcolta. Bár Weyermannt biztosították afelől, hogy Komolynak nem esik bántódása, többé senki nem látta élve. Személyében a nyilasok a magyar zsidóság egyik legkiemelkedőbb és leghősiesebben helytálló alakját gyilkolták meg.”

## Emléke

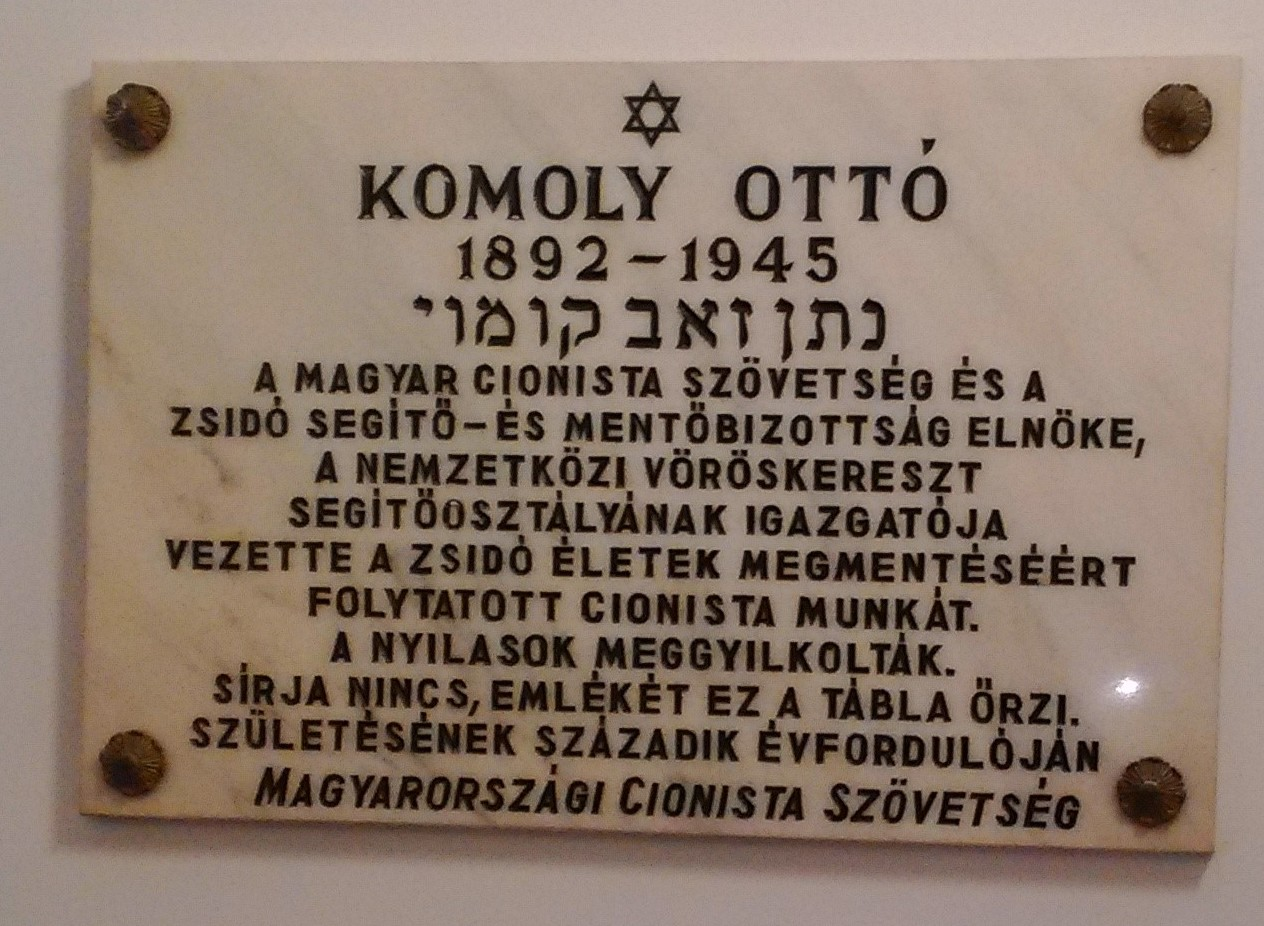
Komoly Ottó emléktáblája a Zsidó Múzeumban

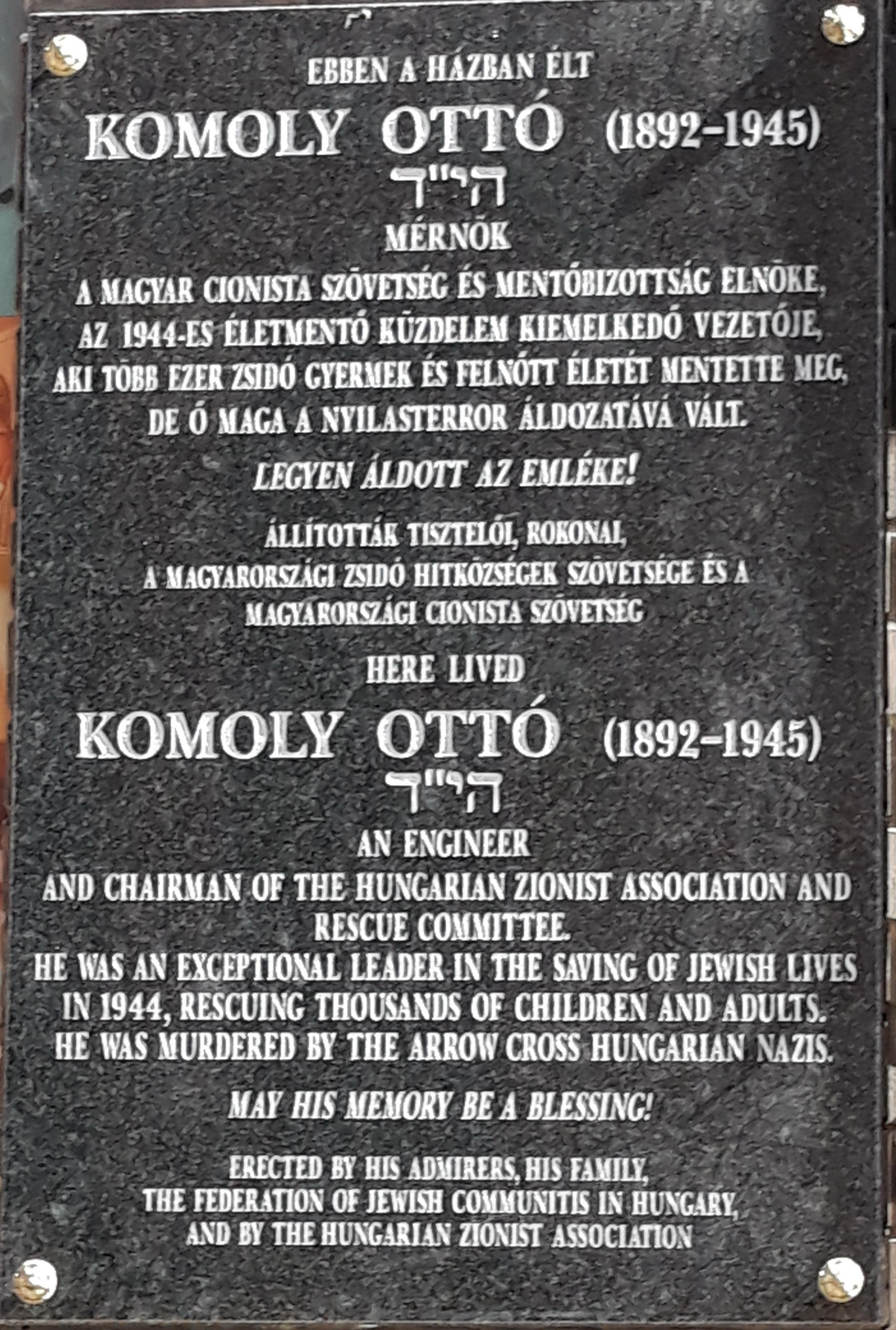
Komoly Ottó emléktáblája egykori lakóhelyén

A háború után, 1947-ben a köztársasági elnök posztumusz Szabadság-emlékérem kitüntetésben részesítette, melyet Izraelben élő családjának adtak át. Lánya, Fürst-Komoly Lea Tel-Avivban könyvtáros volt, 2007-ben hunyt el.
2013-ban a holokauszt emléknapján Izraelben is posztumusz kitüntették Komoly Ottót, a kitüntetést unokája vehette át.
Születésének 130. évfordulója alkalmából, 2022. március 26-án egykori lakóhelye, a budapesti Scheiber Sándor utca 3. szám alatti épületen, emléktáblát helyeztek el tiszteletére. Az avatáson jelen volt Heisler András, a Mazsihisz elnöke, Erőss Gábor, budapesti VIII. kerületi alpolgármester, Komoly Tamás, Komoly Ottó unokaöccse, az emléktábla elhelyezésének kezdeményezője, Vajda Károly, az Országos Rabbiképző – Zsidó Egyetem rektora és Jakov Hadas-Handelsmann, Izrael Állam nagykövete.
Az izraeli Jád Nátán nevű helység Komoly Ottóról – akit Nátán Zeév néven jegyeztek be a hitközségi anyakönyvbe – kapta a nevét, Haifán és Netanyán pedig utcát neveztek el róla (Rehov Nátán Zeév Komoj).

## Magyarul megjelent művei
- Kohn Ottó: A zsidó nép jövője; Jövőnk, Bp., 1919
- Kohn Ottó: A bolthéjrendszerű tetőszerkezetek; Otthon Ny., Bp., 1931
- Hogyan készül az én házam? Amit minden építtetőnek tudnia kellene; Vajna, Bp., 1933
- Cionista életszemlélet. Kísérlet a pozitív zsidó hivatástudat természetrajzához; Magyar Cionista Szövetség, Kolozsvár, 1942